# Can Cuiros
Can Cuiros és una obra del municipi d'Alella protegida com a bé cultural d'interès local.

## Descripció
Edifici civil de planta rectangular. Està format per uns baixos i dos pisos, dels quals destaca el superior ocupat per una sèrie d'arcs de mig punt. La coberta està formada per una teulada de dos vessants amb un ampli voladís amb suports de fusta. Sobre la façana hi ha un rellotge de sol. El conjunt resulta especialment interessant per la seva posició elevada que domina una panoràmica de la vila, i l'accés principal al recinte del jardí, al qual s'accedeix a través d'un túnel o passadís amb una escala d'uns 20 metres de llarg, cobert amb volta i una porta a la part inferior d'aquest. Aquesta porta o entrada, exteriorment se situa al final d'un carrer sense sortida molt inclinat, i té l'aparença d'una petita capella.

## Història
Sobre la llinda de l'entrada principal hi ha la data de "1791", i sobre la façana la data d'una reconstrucció o reforma: "1912".